# TFT LCD
Екран от течни кристали от тънък филмов транзистор (TFT-LCD) е вид плосък LCD екран, при който всеки пиксел се контролира от един до четири транзистора. TFT LCD е тип LCD с активна матрица. Тези екрани се използват в телевизори, компютърни екрани, мобилни телефони, мобилни видеоигри, навигационни системи и др.
Както всички транзистори, TFT е изработен от полупроводникови материали, които позволяват усилване, управление или генериране на електрически сигнали. Обичайните TFT полупроводникови елементи имат структури на атомно ниво от повтарящи се симетрични модели, наречени кристални решетки. Примери за използваеми кристални материали включват силиций (най-често срещаният материал в TFT) и метални оксиди. Последните разработки показват, че за създаването на този полупроводник могат да се използват и органични материали. Полупроводниковият материал съставлява един слой на транзистора и се описва като тънък филм, откъдето идва и името. Като се имат предвид проводящите му свойства, този слой може да бъде легиран. Този метод на легиране е известен като въвеждане на много малко количество примеси (други елементи) в чисти полупроводникови материали. Ако две области в рамките на кристална структура са легирани по различен начин, това образува това, което е известно като полупроводников преход, което прави възможно носителите на заряд да се движат и да се държат по определен начин и по този начин да създават функционален заряд Носителите на заряд могат да бъдат електрони, йони или електронни дупки (привличането на атоми/атомни решетки, в които липсват електрони, които, ако присъстват, биха създали неутрален заряд).